# 伊琳娜·普雷斯
伊琳娜·纳塔诺芙娜·普雷斯（烏克蘭語：Ірина Натанівна Пресс，1939年3月10日—2004年2月21日），苏联女子田径运动员。她曾代表苏联参加1960年和1964年夏季奥林匹克运动会田径比赛，获得二枚金牌。

## 家庭
姐姐塔玛拉·普雷斯。